# Sebastián Viera
Sebastián Viera, nascut el 7 de març del 1983 a Florida, Uruguai, és un futbolista que juga en la posició de porter (igual que son pare, Mario Viera).

## Trajectòria
Sebastián Viera començà a jugar al futbol en el Quilmes i l'Atlético Florida de la seva ciutat natal, però va ser Nacional on inicià la seva carrera professional, el 2004, sota la direcció tècnica de Santiago Ostolaza. En el club tricolor obtingué el Campionat uruguaià del 2005, sense perdre cap partit.
Les seves bones actuacions en l'equip del Parque Central cridaren l'atenció de l'Arsenal FC d'Anglaterra. Quan tot estava a punt per a la transferència, el tècnic de l'equip britànic, Arsène Wenger, es negà a donar la vista bona per la incorporació pel fet que els metges del club indicaren que Viera tenia problemes físics que li impedien desenvolupar normalment la pràctica professional de l'esport. Aquests metges establiren que el quist que tenia el jugador al maluc, format a la infància, representava un gran risc de fractura, per la qual cosa desaconsellaren el seu fitxatge pel club anglés.
Tot i això, en la mateixa temporada en què anava a jugar amb l'Arsenal Football Club, l'“Àngel de l'arc” passà a formar part del Vila-real CF, complint destacadíssimes actuacions. Amb el club de castellonenc, l'uruguaià arribà a les semifinals de la Lliga de Campions, la millor actuació de l'equip en competències internacionals.
El 7 d'octubre del 2007, en el partit contra l'Osasuna per la setena jornada de la Lliga espanyola de futbol, Viera superà la marca de 389 minuts de Pepe Reina i es convertí en el porter amb més minuts invicte en la història del Vila-real CF. Superà la marca anterior en 3 minuts, assolint els 392 minuts sense rebre gols.

## Internacional
En juvenils, participà en el Campionat Sud-americà Sub-20 de 2003 realitzat en febrer a l'Uruguai. L'entrenador era Jorge Orosmán Da Silva i el porter titular era Martín Silva, del Defensor Sporting. La selecció uruguaiana sub-20 es classificà per la fase final, però la participació fou dolenta: obtingué una sola victòria (contra Equador), un empat (contra Argentina) i va perdre els altres 3 partits i quedà eliminada de la Copa Mundial Sub 20 d'aquell mateix any.
Martín Silva va ser el porter titular durant tot el campionat, excepte en l'últim partit, contra Brasil, que significà l'estrena de Sebastián Viera.
El debut de Sebastián Viera en la selecció absoluta fou sorprenent. Per a la Copa América de 2004 en Perú, els porters convocats foren Fabián Carini i Lluís Barbat. El mateix día del debut d'Uruguai contra Mèxic, a causa d'una lesió de Fabián Carini, l'entrenador Jorge Fossati convocà d'urgència a Viera.
En els tres partits del grup B (contra Mèxic, Equador i Argentina), el porter titular fou Lluis Barbat. Però les seues actuacions no conformaren l'entrenador i el partit de quarts de final contra Paraguai, es produí el debut de Sebastián Viera en l'arc de la selecció absoluta. Amb el triomf 3-1 vingué la classificació a la semifinal davant la Brasil que acabà 1-1 i fou victòria per penals de Brasil.
Per al partit pel tercer lloc, davant Colòmbia, Jorge Fossati armà un equip amb els jugadors que menys havien participat en la Copa i, llavors, Lluís Barbat tornà a la porteria.
En retornar la competició de les Eliminatòries, Viera passà a ser el titular i Fabián Carini, el suplent. Això fou així durant 8 partits seguides. Després vingué el traspàs de Viera de Nacional de Montevideo a Vila-real CF i en aquest període, els papers s'invertiren i Fabián Carini recuperà la titularitat.

### Estadístiques amb la selecció
|    | Rival      | Res. | Data     | Lloc                    | Motiu                                 | Entrenador     | Equip              | Observacions                               |
| -- | ---------- | ---- | -------- | ----------------------- | ------------------------------------- | -------------- | ------------------ | ------------------------------------------ |
| 1  | Paraguai   | 3-1  | 18/07/04 | Tacna, Perú             | Copa América (quarts de final)        | Jorge Fossati  | Nacional           |                                            |
| 2  | Brasil     | 1-1  | 21/07/04 | Lima, Perú              | Copa Amèrica, semifinal               | Jorge Fossati  | Nacional           | Guanyà Brasil 5-3 en def. per penaltis.    |
| 3  | Equador    | 1-0  | 05/09/04 | Montevideo, Uruguai     | Eliminatòria Copa del Món (8ª fecha)  | Jorge Fossati  | Nacional           |                                            |
| 4  | Argentina  | 2-4  | 09/10/04 | Buenos Aires, Argentina | Eliminatòria Copa del Món (9ª fecha)  | Jorge Fossati  | Nacional           |                                            |
| 5  | Bolívia    | 0-0  | 12/10/04 | La Paz, Bolivia         | Eliminatoria Copa del Món (10ª fecha) | Jorge Fossati  | Nacional           |                                            |
| 6  | Paraguai   | 1-0  | 17/11/04 | Montevideo, Uruguay     | Eliminatòria Copa del Món (11ª fecha) | Jorge Fossati  | Nacional           |                                            |
| 7  | Xile       | 1-1  | 26/03/05 | Santiago de Xile        | Eliminatòria Copa del Món (12ª fecha) | Jorge Fossati  | Nacional           |                                            |
| 8  | Brasil     | 1-1  | 30/03/05 | Montevideo, Uruguay     | Eliminatòria Copa del Món (13ª fecha) | Jorge Fossati  | Nacional           |                                            |
| 9  | Veneçuela  | 2-1  | 04/06/05 | Maracaibo, Veneçuela    | Eliminatòria Copa del Món (14ª fecha) | Jorge Fossati  | Nacional           |                                            |
| 10 | Perú       | 0-0  | 07/06/05 | Lima, Perú              | Eliminatòria Copa del Món (15ª fecha) | Jorge Fossati  | Nacional           |                                            |
| 11 | Anglaterra | 1-2  | 01/03/06 | Liverpool, Inglaterra   | Amistós                               | Gustavo Ferrín | Vila-real CF (ESP) | Entrà en el segon temps per Fabián Carini. |

### Resum de la seva participació en la selecció
Dels 11 partits en els quals participà Sebastián Viera, Uruguai guanyà 4 (36,4%), empatà 5 (45,4%) i perdé 2 (18,2%).
Dels 11, 1 fou amistós (derrota davant Anglaterra) i 10 oficials.
Dels oficials guanyà 4 (40%), empatà 5 (50%) i perdé 1 (10%).
Els partits oficials es divideixen en: 2 per Copa Amèrica de 2004 al Perú i 8 per les eliminatòries per a la Copa Mundial de Futbol de 2006.
Fou titular en totes les seues participacions en partits oficials i en el partit amistós, ingressà en el segon temps, substituint a Fabián Carini.
En total va rebre 11 gols.